# روبرت إي. باين
روبرت إي. باين (بالإنجليزية: Robert E. Payne)‏ هو قاضي ومحامي أمريكي، ولد في 1941 في ماونت ستيرلينغ في الولايات المتحدة.